# Califilm Pictures
Califilm Pictures, LLC. é uma produtora e distribuidora de cinema subsidiária da Califilm Pictures Estúdios Do Brasil, pertencente a Murilo Martins Medeiros no Brazil. Seu logotipo é um coqueiro abrindo na direção a tela.
A Califilm surgiu quando a Miyagi Channel, ainda era uma subsidiária da Califilm Pictures Estúdios Do Brasil decidiu se associar para dividir os custos de produção de filmes. Em 2010 foi comprada pela Saeed Bank Holding mas continuaram a utilizar nomes independentes.